# دهه ۲۶۰ (پیش از میلاد)
دهه ۲۶۰ (پیش از میلاد) ۲۶مین دهه قبل از مبدا شروع تقویم میلادی است.